# 2006년 MTV 무비 어워드
제15회 MTV 무비 & TV 어워드는 2006년 6월 8일에 열린 시상식이다.

## 수상 및 후보

### 최고의 영화상
- 웨딩 크래셔 - 데이빗 돕킨 수상
- 40살까지 못해본 남자 - 주드 아패토우
- 배트맨 비긴즈 - 크리스토퍼 놀란
- 킹콩 - 피터 잭슨
- 씬 시티 - 프랭크 밀러

### 최고의 연기상
- 브로크백 마운틴 - 제이크 질렌할 수상
- 40살까지 못해본 남자 - 스티브 카렐
- 허슬 & 플로우 - 테렌스 하워드
- 나이트 플라이트 - 레이첼 맥아담스
- 앙코르 - 와킨 피닉스
- 앙코르 - 리즈 위더스푼

### 주목할만한 배우상
- 웨딩 크래셔 - 이스라 피셔 수상
- 40살까지 못해본 남자 - 로마니 말코
- 엑소시즘 오브 에밀리 로즈 - 제니퍼 카펜터
- 4 브라더스 - 안드레 3000
- 허슬 & 플로우 - 타라지 P. 헨슨
- 롱기스트 야드 - 넬리

### 최고의 키스상
- 브로크백 마운틴 - 제이크 질렌할 수상
- 허슬 & 플로우 - 타라지 P. 헨슨
- 저스트 프렌드 - 안나 페리스 & 크리스 마퀘트
- 미스터 & 미세스 스미스 - 안젤리나 졸리 & 브레드 피트
- 씬 시티 - 로사리오 도슨

### 최고의 싸움상
- 미스터 & 미세스 스미스 - 안젤리나 졸리와 브래드 피트의 싸움씬 수상
- 킹콩 - 킹콩과 비행기 격추씬
- 쿵푸 허슬 - 주성치
- 스타 워즈 에피소드 3 - 시스의 복수 - 이완 맥그리거와 헤이든 크리스틴슨의 싸움씬

### 최고의 악당상
- 스타 워즈 에피소드 3 - 시스의 복수 - 헤이든 크리스틴슨 수상
- 배트맨 비긴즈 - 킬리언 머피
- 나니아 연대기 - 사자, 마녀 그리고 옷장 - 틸다 스윈튼
- 해리 포터와 불의 잔 - 랄프 파인즈
- 쏘우 2 - 토빈 벨

### 최고의 코믹연기상
- 40살까지 못해본 남자 - 스티브 카렐 수상
- 롱기스트 야드 - 아담 샌들러
- 마디아 가족의 재결합 - 타일러 페리
- 웨딩 크래셔 - 빈스 본
- 웨딩 크래셔 - 오웬 윌슨

### 최고의 영웅상
- 배트맨 비긴즈 - 크리스찬 베일 수상
- 판타스틱 4 - 제시카 알바 수상
- 해리 포터와 불의 잔 - 다니엘 래드클리프
- 스타 워즈 에피소드 3 - 시스의 복수 - 이완 맥그리거
- 언더월드 2 - 에볼루션 - 케이트 베킨세일

### 최고의 호흡상
- 웨딩 크래셔 - 빈스 본 & 오웬 윌슨 수상
- 40살까지 못해본 남자 - 스티브 카렐, 폴 루드, 세스 로건 & 로마니 말코
- 해저드 마을의 듀크 가족 - 조니 녹스빌, 숀 윌리암 스콧 & 제시카 심슨
- 판타스틱 4 - 제시카 알바, 이안 그루퍼드, 크리스 에반스 & 마이클 쉬크리
- 해리 포터와 불의 잔 - 다니엘 래드클리프, 엠마 왓슨 & 루퍼트 그린트

### 최고의 공포 퍼포먼스
- 엑소시즘 오브 에밀리 로즈 - 제니퍼 카펜터 수상
- 아미티빌 호러 - 레이첼 니콜스
- 호스텔 - 데렉 리차드슨
- 하우스 오브 왁스 - 패리스 힐튼
- 우주 전쟁 - 다고타 패닝

### 최고의 섹시 퍼포먼스
- 씬 시티 - 제시카 알바 수상
- 듀스 비갈로 2 - 유로피안 지골로 - 롭 슈나이더
- 해저드 마을의 듀크 가족 - 제시카 심슨
- 게이샤의 추억 - 장쯔이
- 핑크 팬더 - 비욘세

### MTV 제너레이션상
- 짐 캐리 수상